# Bérenger (archevêque de Besançon)
Pour les articles homonymes, voir Bérenger.
Bérenger est un ecclésiastique, archevêque de Besançon de vers 895 ou 896 à 930 ou 931 environ.

## Biographie
Neveu de l’évêque de Besançon Thierry Ier, Bérenger est d'abord chanoine de la cathédrale Saint-Étienne de Besançon. À la mort de son oncle vers 895 ou 896, Bérenger est élu archevêque par une partie du clergé bisontin, mais avec un compétiteur, Aymin,. Celui-ci est soutenu par le roi de Bourgogne Rodolphe Ier,. Il s'installe sur le siège épiscopal, dont il est officiellement détenteur en 914 et en 915, et on crève les yeux de Bérenger,,,.
À la mort d'Aymin vers 918, Bérenger redevient archevêque de Besançon,,, jusqu'à sa propre mort vers 930 ou 931. Il prend pour coadjuteur Étienne, évêque de Belley, qui l'aide tout en restant sur son propre siège épiscopal. Dans la liste épiscopale, Aymin est déclaré intrus.
En 924, Bérenger bénit l'abbé de Cluny Odon. Vers 920/930, Bérenger et le comte Adson organisent la translation des reliques de Maimboeuf à Montbéliard. Une tradition raconte que Bérenger aurait bénéficié d'un miracle : il aurait retrouvé la vue grâce à l’intercession de saint Maimboeuf.